# Berecz Zsombor (labdarúgó)
Berecz Zsombor (Miskolc, 1995. december 13. –) magyar válogatott labdarúgó, a Kazincbarcika játékosa.

## Pályafutása

### Klubcsapatokban
Berecz Zsombort négy éves korában a szülei vitték le egy edzésre Nyékládházán. Egyből beleszeretett a sportágba. Édesapja is focizott alacsonyabb szinten, valószínűleg tőle örökölte a labdarúgás iránti szeretetét. Az édesapja látta benne, hogy van Bereczben érzék a labdarúgáshoz. Hetedikes volt amikor feljöttek Budapestre és elvitte a Vasas utánpótláshoz próbajátékra. Ott meggyőző teljesítményt nyújtott és leigazolták ezért Budapesten fejezte be az általános iskolát, majd következett a középiskola. Ebben az időszakban tudta, hogy profi futballista szeretne lenni. 2014. június 18-án első profi szerződését írta alá 18 évesen. Berecz 19 éves volt amikor 2015. június 18-án debütált Miskolcon egy  Diósgyőr – Vasas mérkőzésen a kezdő keretbe kapott lehetőséget. Mivelhogy az angyalföldi klub a másodosztályban szerepelt így fokozatosan tudott Berecz fejlődni és tudta segíteni a Vasast az elsőosztályba való feljutáshoz. A 2016–2017-es szezonban egy bajnoki bronzot és Magyar kupa ezüstérmet tudott ünnepelni a klubbal. A 2017–2018-as szezon végén a gyenge szerepléssel a tabella alján a 12. helyen zárt a klub és így kiesett az elsőosztályból. Berecz a szezon végén távozott a kieső klubtól.
2018. június 18-án hosszú távú szerződést írt alá a MOL Vidivel, a részletek nem lettek nyilvánosságra hozva. Nem tudott alapemberré válni a csapatban, összesen 14 tétmérkőzésen, kilenc bajnokin kapott lehetőséget. 2019 nyarán a Mezőkövesd Zsóry vette kölcsön. Huszonnyolc bajnokin lépett pályára a csapatban a 2019-2020-as szezonban és négy gólt szerzett, emellett bejutott a Mezőkövesddel a Magyar Kupa döntőjébe is, a Nemzeti Sport osztályzatai alapján pedig beválasztották az év csapatába. 2020 nyarán a matyóföldi csapat végleg megvásárolta játékjogát a MOL Fehérvártól. Negyvennyolc tétmérkőzésen nyolc gólt szerzett. 2021 februárjában ismét a másodosztályú Vasashoz igazolt és a 13-as számú mezszámot kapta meg.

## A válogatottban
A magyar U20-as válogatott tagjaként részt vett a 2015-ös U20-as labdarúgó-világbajnokságon.
2016. november 15-én Bernd Storck irányítasa alatt debütált a Svédország elleni felkészülési mérkőzésen a felnőtt válogatottban a szünetben.

## Sikerei, díjai

### Klubcsapatokkal
Vasas
- NB II (2): 2014–15, 2021–22
- NB I bronzérmes (1): 2016–17
- Magyar kupadöntős (1): 2016–17

 Mezőkövesd Zsóry
- Magyar kupadöntős (1): 2019–20

## Statisztikái

### Klubcsapatokban
2025. május 25-i állapot szerint.
| Klub                          | Szezon         | Bajnokság      | Bajnokság | Bajnokság | Kupa  | Kupa  | Ligakupa | Ligakupa | Nemzetközi | Nemzetközi | Összesen | Összesen |
| Klub                          | Szezon         | Liga           | Mérk.     | Gólok     | Mérk. | Gólok | Mérk.    | Gólok    | Mérk.      | Gólok      | Mérk.    | Gólok    |
| ----------------------------- | -------------- | -------------- | --------- | --------- | ----- | ----- | -------- | -------- | ---------- | ---------- | -------- | -------- |
| Vasas                         | 2012–13        | NB II          | 2         | 0         | 2     | 1     | —        | —        | —          | —          | 4        | 1        |
| Vasas                         | 2013–14        | NB II          | 22        | 4         | —     | —     | 4        | 1        | —          | —          | 26       | 5        |
| Vasas                         | 2014–15        | NB II          | 27        | 2         | 1     | 0     | 3        | 0        | —          | —          | 31       | 2        |
| Vasas                         | 2015–16        | NB I           | 29        | 0         | 3     | 1     | —        | —        | —          | —          | 32       | 1        |
| Vasas                         | 2016–17        | NB I           | 32        | 6         | 9     | 4     | —        | —        | —          | —          | 41       | 10       |
| Vasas                         | 2017–18        | NB I           | 24        | 3         | 2     | 0     | —        | —        | —          | —          | 26       | 3        |
| Vasas                         | Összesen       | Összesen       | 136       | 15        | 17    | 6     | 7        | 1        | —          | —          | 160      | 22       |
| MOL Vidi                      | 2018–19        | NB I           | 9         | 0         | 5     | 0     | —        | —        | 1          | 0          | 15       | 0        |
| MOL Vidi                      | Összesen       | Összesen       | 9         | 0         | 5     | 0     | —        | —        | 1          | 0          | 15       | 0        |
| MOL Vidi II (kölcsönben)      | 2018–19        | NB III         | 1         | 1         | —     | —     | —        | —        | —          | —          | 1        | 1        |
| MOL Vidi II (kölcsönben)      | Összesen       | Összesen       | 1         | 1         | —     | —     | —        | —        | —          | —          | 1        | 1        |
| Mezőkövesd Zsóry (kölcsönben) | 2019–20        | NB I           | 28        | 4         | 9     | 2     | —        | —        | —          | —          | 37       | 6        |
| Mezőkövesd Zsóry              | 2020–21        | NB I           | 21        | 4         | 3     | 3     | —        | —        | —          | —          | 24       | 7        |
| Mezőkövesd Zsóry              | Összesen       | Összesen       | 49        | 8         | 12    | 5     | —        | —        | —          | —          | 61       | 13       |
| Vasas                         | 2020–21        | NB II          | 4         | 1         | —     | —     | —        | —        | —          | —          | 4        | 1        |
| Vasas                         | 2021–22        | NB II          | 37        | 4         | 3     | 0     | —        | —        | —          | —          | 40       | 4        |
| Vasas                         | 2022–23        | NB I           | 31        | 5         | 5     | 1     | —        | —        | —          | —          | 36       | 6        |
| Vasas                         | 2023–24        | NB II          | 19        | 6         | 3     | 2     | —        | —        | —          | —          | 22       | 8        |
| Vasas                         | 2024–25        | NB II          | 12        | 1         | —     | —     | —        | —        | —          | —          | 12       | 1        |
| Vasas                         | Összesen       | Összesen       | 103       | 17        | 11    | 3     | —        | —        | —          | —          | 114      | 20       |
| Kazincbarcika                 | 2025–26        | NB I           | 0         | 0         | 0     | 0     | —        | —        | —          | —          | 0        | 0        |
| Kazincbarcika                 | Összesen       | Összesen       | 0         | 0         | 0     | 0     | —        | —        | —          | —          | 0        | 0        |
| Teljes karrier                | Teljes karrier | Teljes karrier | 298       | 41        | 45    | 14    | 7        | 1        | 1          | 0          | 351      | 56       |

### A válogatottban
| Magyarország | Magyarország | Magyarország |
| Év           | Mérk.        | Gólok        |
| ------------ | ------------ | ------------ |
| 2016         | 1            | 0            |
| Összesen     | 1            | 0            |

### Mérkőzései a válogatottban
| Magyarország | Magyarország       | Magyarország             | Magyarország | Magyarország | Magyarország | Magyarország | Magyarország | Magyarország |
| #            | Dátum              | Helyszín                 | Hazai        | Eredmény     | Vendég       | Kiírás       | Gólok        | Esemény      |
| ------------ | ------------------ | ------------------------ | ------------ | ------------ | ------------ | ------------ | ------------ | ------------ |
| 1.           | 2016. november 15. | Budapest, Groupama Aréna | Magyarország | 0 – 2        | Svédország   | barátságos   | -            | a szünetben  |
|              | Összesen           |                          |              | 1            | mérkőzés     |              | 0            | gól          |